# TB Henneberg
Die HENNEBERG war eine schmalspurige Tenderlokomotiven der Trusebahn.

## Geschichte
Nachdem sich die Lokomotiven WALLENBURG und MOMMEL für die schweren Züge der Trusebahn als ungeeignet erwiesen, wurde bei der Maschinenfabrik Christian Hagans eine leistungsstärkere Lokomotive bestellt. Sie wurde im Frühjahr 1901 mit der Fabrik-Nr. 439 geliefert. Eine Besonderheit der Konstruktion war die gekuppelte Bisselachse. Damit konnte die vierachsige Maschine auch enge Gleisbögen mit 40 Metern Radius befahren.
Die HENNEBERG trug bis zur Lieferung der Lokomotive GLÜCKAUF im Jahr 1909 die Hauptlast des Betriebes auf der Strecke. Sie wurde Mitte der 1930er Jahre abgestellt und 1939 verschrottet.